# Тельманский район (Казахстан)
Те́льманский райо́н (каз. Тельман ауданы) — единица административного деления Акмолинского округа, Казакской АССР и Карагандинской области, существовавшая в 1928—1997 годах.

## История
Тельманский район был образован в 1928 году в составе Акмолинского округа под названием Карагандинский район из Карагандинской волости. В 1930 году район перешёл в прямое подчинение Казакской АССР. В 1931 году был переименован в Тельманский район, в честь Эрнста Тельмана — лидера немецких коммунистов. В 1932 году вошёл в состав Карагандинской области. Административный центр района находился в посёлке Токаревка.
28 декабря 1940 года 3 сельсовета Тельманского района были переданы в новый Осакаровский район.
23 мая 1997 года район был упразднён в рамках проводившейся в Казахстане административно-территориальной реформы, его территория вошла в состав Бухар-Жырауского района.

## Административно-территориальное деление
Административно-территориально район по состоянию на конец 80-х делился на 1 поселковый и 11 сельских советов.
| Сельский совет                | Население, чел. (1989) | Населённые пункты                                                | Примечание                            |
| ----------------------------- | ---------------------- | ---------------------------------------------------------------- | ------------------------------------- |
| Токаревский поселковый совет  | 4973                   | посёлок Токаревка                                                |                                       |
| Кушокинский поселковый совет  | 4760                   | посёлок Кушокы                                                   | Передан из состава Молодёжного района |
| Дубовский сельский совет      | 4719                   | село Дубовка, село Алабас, село Новостройка                      |                                       |
| Ростовский сельский совет     | 3091                   | село Ростовка, село Красная Нива, село Кызылжар, село Молодецкое |                                       |
| Покорненский сельский совет   | 2834                   | село Покорное, село Астаховка, станция Астаховка                 |                                       |
| Каражарский сельский совет    | 2577                   | село Каражар, село Асыл, село Волковское, село Геологическое     |                                       |
| Новоузенский сельский совет   | 2256                   | село Новоузенка, село Севан, село Стан                           |                                       |
| Ленинский сельский совет      | 2200                   | село Самарканд, село Тегизжол, село Чкалово                      |                                       |
| Самаркандский сельский совет  | 2066                   | село Центральное, село Андренниковка                             |                                       |
| Березняковский сельский совет | 1952                   | село Березняки, село Саратовка, село Тасаул                      |                                       |
| Туздинский сельский совет     | 1900                   | село Новостройка, село Первое Мая, село Старая Тузда             |                                       |
| Актобинский сельский совет    | 1804                   | село Актобе, село Интумак                                        |                                       |
| Гагаринский сельский совет    | 936                    | село Гагаринское, село Калининское                               |                                       |

## Экономика
Тельманский район стал первым районом сплошной электрификации Казахстана, что стало возможным с появлением Карагандинской ГРЭС в Темиртау и строительством линий электропередач.

## СМИ
5 мая 1931 года вышел в свет первый номер районной газеты «Знамя труда». Издание неоднократно переименовывалась. С 1932 по 1953 год газета называлась «Колхозная степь», с 1953 по 1962 — «За коммунизм», с 1962 — «За изобилие», а в последние годы — «Рассвет». Редакция газеты располагалась по адресу: улица Корниенко, 12, тираж на 1989 год — 5160 штук.